# Teava
Teava – miejscowość w Tuvalu, położona na wyspie Niutao.
Osada ma powierzchnię 0,41 km². W 2001 roku zamieszkiwały ją 435 osoby, a w 2012 roku – 406.